# Liofilowość
Liofilowość - cecha niektórych cząstek koloidalnych, oraz wielkich cząsteczek polimerów polegająca na zdolności do adsorpcji na ich powierzchni cząsteczek rozpuszczalnika (czyli substancji rozpraszającej). Zdolność ta zapobiega sklejaniu się cząstek oraz nadaje trwałość układom koloidalnym.
Przeciwieństwem liofilowości jest liofobowość. Nie należy mylić z pojęciem lipofilowość.
Zobacz też: hydrofilowość, hydrofobowość.